# Radźaradźa Wielki

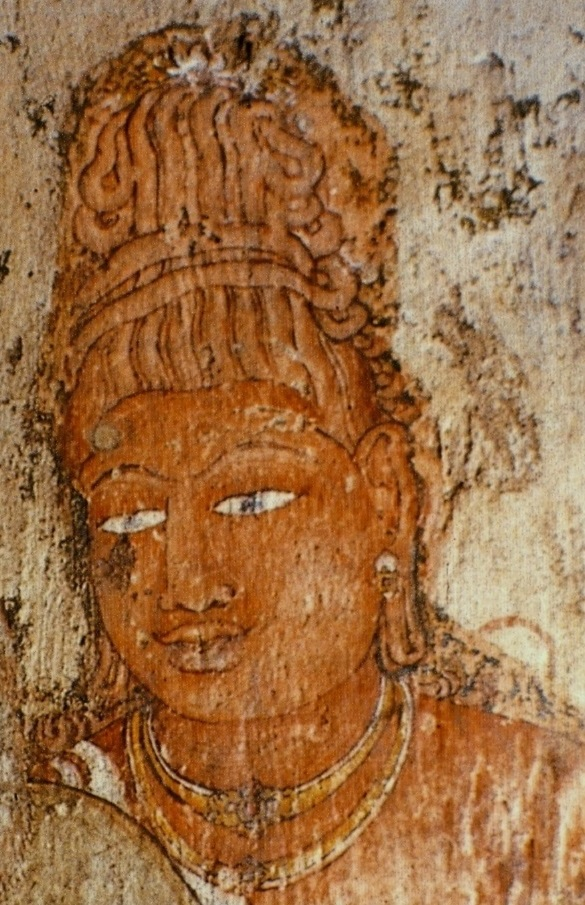
Radźaradźa Wielki

Radźaradźa Wielki (tamil. இராஜராஜ சோழன், ur. 947, zm. 1014) – władca z południowoindyjskiej dynastii Ćolów. Młodszy syn Parantaki II. Wstąpił na tron w 985. Prowadził ekspansywną politykę, przekształcił władztwo Ćolów w prężne i doskonale zorganizowane państwo o ambicjach imperialnych. Rozpoczął podbój Sri Lanki oraz zajął Malediwy. Mecenas kultury, prowadził politykę tolerancji religijnej. Od 1012 współrządził ze swoim synem. Zapisał się tak w tamilskiej, jak i szerszej indyjskiej kulturze, bywa także wykorzystywany we współczesnym dyskursie politycznym.

## Życiorys

### Młodość oraz dojście do władzy
Urodził się w 947. Wiadomo, że przyszedł na świat w miesiącu Aippasii, który według tradycyjnego kalendarza tamilskiego przypada na przełom października i listopada. Jego nakszatrą, a zatem konstelacją indyjskiego zodiaku lunarnego, miała być Śatabhiszak, w terminologii tamilskiej znana jako Sadayam.
Był synem Parantaki II, występującego w źródłach także jako Sundara Ćola oraz Wanawan Mahadewi. Przyszedł na świat jako trzecie dziecko, a także drugi syn monarszej pary. Poprzedził go brat Aditja II, a także siostra Kundawai. Okoliczności przejęcia przezeń władzy nie są do końca jasne. Wpływ na nie wywarło zresztą również zamordowanie Aditji II w 969. Spekuluje się, iż znaczącą rolę w procesie zapewnienia pokojowej sukcesji odegrały tak jego babka, jak i siostra. Fakt, iż na tronie zasiadł dopiero po śmierci swego wuja Uttamy mógł wynikać właśnie z jakiegoś porozumienia w sprawie następstwa zawartego na początku lat 70. X wieku. Niezależnie od szczegółów uzgodnień między stronnictwami dworskimi otrzymał godność juwaradży, czyli następcy tronu. Pozwoliła mu ona nabyć cenne doświadczenia i przygotowała go do przejęcia władzy.

### Władca państwa Ćolów. Twórca imperium

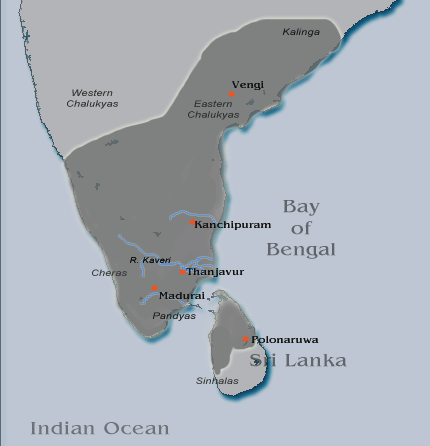
Mapa imperium Ćolów za panowania Radźaradźy Wielkiego

Początkowo znany był jako książę Arumoli Warman. Imię Radźaradźa przyjął po wstąpieniu na tron, zatem w połowie 985. Prowadził agresywną i nastawioną na ekspansję politykę. Zachowane inskrypcje informują o jego zwycięstwach nad królami Pandjów Amaraudźangą Pandją i Ćerów Ćerumanem Perumanem Basukrą Rawiwarmanem. Wysyłał wojska także przeciwko Zachodnim Ćalukjom. W 998 oraz 999 zajął Gangapadi, Nolambadi oraz Tadigaipadi we współczesnej Karnatace. W 1000 pokonał Dźatę Ćodę Bhimę oraz osadził Śaktiwarmana I na tronie Wengi.
Zaatakował także Sri Lankę (993). Zajął i zniszczył lankijską stolicę. Zmienił przy okazji jej nazwę. Pod koniec życia podbił i włączył do swego państwa Malediwy. Był co za tym idzie przedstawicielem pierwszej i jedynej indyjskiej dynastii, która podjęła kroki w kierunku zdobycia terytoriów leżących poza samym subkontynentem indyjskim.
Mimo licznych i rozległych podbojów zapisał się w tamilskiej tradycji w równej mierze dzięki swym osiągnięciom w zakresie polityki wewnętrznej. Sprawny i wydajny aparat administracyjny, na którym opierali się kolejni należący do dynastii władcy w dużej mierze stworzony został dzięki jego staraniom. Zerwał z polityką poprzedników, którzy na podbitych terytoriach pozostawiali zastane struktury władzy, nie ingerując w zasadzie w ich sprawy wewnętrzne. Dokładał starań, by na terytoriach sobie podległych ustanowić w zasadzie natychmiast jednostki administracyjne będące częścią własnego, jednolitego organizmu państwowego. W przypadku mniejszych terytoriów, uprzednio rządzonych przez lokalnych wodzów tworzono zatem tak zwane valanadu. Na większych obszarach, przed włączeniem do władztwa Radźaradźy stanowiących odrębne królestwa powstawały natomiast mandalam. Osiągnięto w ten sposób nieznany wcześniej poziom centralizacji systemu, umożliwiający skuteczną budowę organizmu politycznego o ponadregionalnym znaczeniu i wpływach. W literaturze zwraca się przy tym uwagę na istniejącą w państwie Radźaradźy dużą autonomię społeczności lokalnych, które zarządzały swoimi sprawami w sposób przypominający współczesne procedury demokratyczne. O dochody skarbu państwa dbała za jego rządów rozległa sieć urzędników podatkowych, księgowych oraz wykonawców edyktów monarszych obecna na każdym szczeblu podziału administracyjnego. W siedemnastym roku panowania Radźaradźy ukończono przeprowadzony na całym kontrolowanym przez Ćolów pomiar gruntów. Był on przedsięwzięciem niemającym precedensu w historii subkontynentu indyjskiego do tego momentu. W jego wyniku nawet bardzo niewielkie fragmenty ziemi uprawnej zostały zinwentaryzowane, wymierzone oraz zintegrowane z państwowym systemem fiskalnym. Podatek gruntowy pobierano zarówno w gotówce jak i w naturze.
Radźaradźa Wielki był gorliwym wyznawcą Śiwy, cenionym i pamiętanym dzięki swojej pobożności. Jego duchowym mistrzem był Isana Śiwa Pandita, znany chociażby z inskrypcji w świątyni Bryhadiśwary w Tańdźawurze. Przyjął rozbudowaną i sygnalizującą znaczne ambicje tytulaturę, w tym tytuł cesarski. Była ona zresztą jedynie odzwierciedleniem obecnego w ideologii rodu panującego kultu króla-boga, przybyłego na subkontynent indyjski prawdopodobnie z Indochin. Kult ten przypominał szczególnie ubóstwienie króla we współczesnym Radźaradźy imperium khmerskim. Jednocześnie władcy udało się z powodzeniem stworzyć wizerunek samego siebie jako troszczącego się o lud, szczodrego i dobrotliwego monarchy, najprawdopodobniej darzonego rzeczywiście miłością przez znaczną część swoich poddanych. Tradycja deifikacji monarchy, czy też szerzej przywódcy politycznego przetrwała wśród Tamilów aż do współczesności. Jej ślady dostrzec można na przykład w karierach M.G. Ramachandrana (MGR) czy Jayalalithy.
Monarcha prowadził politykę tolerancji religijnej, wspierając także dźinizm czy wisznuizm. Do tej ostatniej tradycji należały na przykład posiadające inskrypcje z czasów panowania władcy świątynie Narasinhy w Marchalli w taluku Malavalli w stanie Karnataka oraz Narajany w Malurpatnie w taluku Channapatna, również w tym samym regionie. O jego przychylności wobec wyznawców Wisznu świadczy dodatkowo inskrypcja z Agary mówiąca o nim wprost Chola Narayana. Wspierał materialnie także obiekty buddyjskie. W uznaniu tego, wihara w Nagapattinam została nazwana na jego cześć. Tolerancja religijna była przy tym dla niego wygodnym instrumentem politycznym. Pozwoliła mu bowiem na wzmocnienie i konsolidację śiwaizmu, stanowiącego religijny fundament rządzącej elity, bez niepotrzebnego antagonizowania zwolenników innych wyznań czy tradycji.
Panowanie Radźaradźy Wielkiego to okres przekształcenia władztwa Ćolów, ze stosunkowo niewielkiego królestwa do sprawnie zarządzanego organizmu dysponującego znacznymi zasobami naturalnymi, potężną armią oraz marynarką wojenną. Był to również okres stabilności wewnętrznej oraz rozkwitu kultury, także dzięki hojnemu mecenatowi monarchy. Stał za budową wielu świątyń. Za jego panowania wzniesiono na przykład poświęconą Śiwie świątynię Bryhadiśwara w Tańdźawurze. Niektóre przy tym źródła przypisują dokończenie jej budowy synowi i następcy Radźaradźy. Zestawienie Thirumurai, głównego świętego tekstu tamilskich śiwaitów łączy się w pamięci zbiorowej z Radżaradżą, któremu w tym kontekście nadaje się tytuł ocaliciela tego pokaźnej objętości dzieła. Zasługi władcy mają w tym przypadku również wymiar świecki. Kodyfikacja kanonu pism świętych stworzonych w języku ludu zaskarbiła mu bowiem wdzięczność poddanych. Była też poniekąd hołdem złożonym bogactwu tamilszczyzny, pozwoliła bowiem na ograniczenie wpływów dominującego wówczas wśród elity intelektualnej sanskrytu.

### Ostatnie lata życia, sukcesja oraz śmierć
Radźaradźa Wielki zmarł z przyczyn naturalnych w 1014. Na tronie zastąpił go syn, książę Madurantaka, który jako Radźendra I od 1012 współrządził państwem. Dopuszczanie następcy tronu do współrządów było często się powtarzającą praktyką dynastyczną pośród Ćolów. Prawdopodobnie miała ona swoje źródło w pragnieniu zapewnienia państwu stabilności oraz ograniczenia intryg dworskich.
Panowanie Radźaradźy Wielkiego położyło podwaliny pod późniejszą dalszą imperialną ekspansję dynastii Ćolów.

## Małżeństwa i potomstwo
W literaturze wymienia się imiona kilkunastu poślubionych przezeń kobiet. Niekiedy mówi się przynajmniej o piętnastu jego małżonkach. Były wśród nich na przykład Lokma Mahadewi, Ćola Mahadewi, Trilokja Mahadewi, Panćawan Mahadewi, Abimanawalli, Lada Mahadewi, Pritwi Mahadewi, Minawan Mahadewi, Wira Narajani, Willawan Mahadewi czy Wanawan Mahadewi. To, ilu synów się doczekał nie wynika jasno z dostępnych źródeł. Jedne twierdzą bowiem, iż miał tylko jednego syna, wspomnianego już wyżej Radźendrę. Inne wspominają natomiast o jeszcze jednym jego męskim potomku. Doczekał się także przynajmniej trzech córek. Jedna z nich, nosząca podobnie do wspominanej już siostry władcy imię Kundawai wydana została za Ćalukję Wimaladitję.

## Miejsce w kulturze
Radźaradźa Wielki zapisał się na trwale zarówno w tamilskiej, jak i w szerszej indyjskiej kulturze. Wraz ze swoim synem i następcą uznawany jest za największego władcę z dynastii Ćolów. Zestawia się go niekiedy z postaciami z historii antycznej. K.A. Nilakanta Sastri uznał, iż można go porównać do Filipa Macedońskiego. S.R. Balasubramanyam z kolei dostrzegał podobieństwa między Radźaradźą a Aleksandrem Wielkim, Juliuszem Cezarem czy Hannibalem. Dodatkowo Nilakanta Sastri zestawiał przepych dworu oaz rozbudowany ceremoniał, który rozwinął się za panowania Radźaradźy do wzorców znanych z cesarstwa bizantyjskiego.
Władca znalazł swoje miejsce tak w tamilskiej literaturze, jak i w tamilskiej kinematografii. Kalki Krishnamurthy poświęcił władcy powieść Ponniyin Selvan, pierwotnie opublikowaną w odcinkach na łamach pisma Kalki. Zdobyła ona znaczną popularność i ostatecznie po wielu nieudanych próbach została zekranizowana. Bezskutecznie na ekran próbował ją przenieść na przykład M.G. Ramachandran (MGR). Ostatecznie sukcesem zakończyła się próba podjęta przez Maniego Ratnama. Wyreżyserowane przezeń obrazy Ponniyin Selvan I oraz Ponniyin Selvan II weszły do kin odpowiednio w 2022 i 2023. W Radźaradźę wcielił się w nich Ravi Mohan, znany także jako Jayam Ravi. Nie były one jednocześnie pierwszym produktem indyjskiej kinematografii, którego bohaterem był ten właśnie władca. W filmie Rajaraja Cholan (1973) w reżyserii A.P. Nagarajana, zrealizowanym także w języku tamilskim, w jego rolę wcielił się Sivaji Ganesan. Z kolei w wyprodukowanym przez indyjską telewizję państwową serialu Bharat Ek Khoj (1988-1989) w reżyserii Shyama Benegala władcę zagrał Om Puri. Obraz ten, w odróżnieniu od wymienionych wcześniej, został zrealizowany w języku hindi.
Zasługi monarchy są przywoływane i wykorzystywane również we współczesnym dyskursie politycznym. Jednocześnie przynależność wyznaniowa tak Radźaradźy, jak i innych przedstawicieli dynastii Ćolów jest przedmiotem sporu między lewicującymi tamilskimi nacjonalistami a przedstawicielami hinduskiej prawicy skupionymi wokół Indyjskiej Partii Ludowej (Bharatiya Janata Party, BJP). Podobnie przyczynkiem do dyskusji pozostaje zagadnienie przynależności kastowej Ćolów, w tym zatem również przynależności kastowej samego Radźaradźy.